# Bund Deutscher Nordschleswiger
Bund Deutscher Nordschleswiger er paraplyorganisationen for det tyske mindretal i Sønderjylland. Omkring 15.000 har tilsluttet sig det tyske mindretal.
BDN blev stiftet 22. november 1945 og var således en aktør i efterkrigstiden, hvor tyskhed i Sønderjylland lå for had.
I nutiden står Deutscher Schul- und Sprachverein (DSSV) for 19 børnehaver, 13 skoler, en efterskole og et gymnasium. Der er sekretariater i Aabenraa og i København. Desuden har mindretallet et museum i Sønderborg.
BDN er samlingspunkt for det kulturelle arbejde i landsdelen. Det store fælles samlingssted er på Knivsbjerg nord for Aabenraa.
Det tyske mindretals politiske parti er Slesvigsk Parti.
Det tyske mindretal i Nordslesvig er i vore dage på god fod med det danske mindretal i Sydslesvig. Sådan har det ikke altid været. Omstillingen skete, mens Heinrich Schultz var formand for BDN's tilsvar i Sydslesvig, SSF.